# Rakyat Velodrom
Das Rakyat Velodrom ist eine Radrennbahn in der malaiischen Stadt Ipoh, rund 200 Kilometer nördlich von der Hauptstadt Kuala Lumpur gelegen.
Die Radrennbahn wurde 1989 auf Initiative von  Tan Sri Dato’ Seri Darshan Singh Gill  erbaut, damaliger Präsident des malaiischen Radsportverbandes Malaysian National Cycling Federation (MNCF). Zu diesem Zwecke sammelte er auf privater Basis über drei Millionen Ringgit (umgerechnet rund 850.000 Euro). Das Rakyat Velodrom ist offen, die 250 Meter lange Bahn aus Hartholz. Bis zu diesem Zeitpunkt mussten malaiische Bahnradsportler oft zum Training ins Ausland geschickt werden.  
Von 1988 bis 2018 gab es eine weitere Radrennbahn, das Cheras Velodrome in Kuala Lumpur, eine 333 Meter lange offene Betonbahn. Beide Radrennbahnen entsprachen nicht internationalen Standards und benötigten der Renovierung; Trainer gaben mehrfach gegenüber Journalisten an, dass sie sich Sorgen um die Sicherheit der Sportler machen. Eine Hallenradrennbahn ist in der Hauptstadt in Planung. Das Cheras Velodrome wurde 2017 abgerissen.
Auf dem Rakyat Velodrom fanden zahlreiche internationale und nationale Bahnradsport-Wettbewerbe statt, darunter die UCI-B-Weltmeisterschaften 1997, Läufe des Bahnrad-Weltcups 2000 und 2001 sowie die Bahn-Wettbewerbe der Südostasienspiele 1989. 2018 wurden umfangreiche Renovierungsarbeiten an der Radrennbahn durchgeführt. Im August 2018 wurde sie von der UCI für internationale Wettbewerbe zertifiziert.